# クルブ・プエブラ
クルブ・プエブラ（スペイン語: Club Puebla）は、メキシコ南東部、プエブラ州の州都プエブラに本拠地を置くプロサッカークラブである。現在はリーガMXに所属している。以前はプエブラ・フトボル・クルブ（Puebla Fútbol Club、プエブラFC）という名称であった。

## タイトル

### 国内タイトル
- リーグ 2回
  - 1982-83, 1989-90
- カップ 4回
  - 1945, 1953, 1988, 1990

### 国際タイトル
- CONCACAFチャンピオンズリーグ 1回
  - 1991

## 現所属メンバー
2022年7月1日現在
注：選手の国籍表記はFIFAの定めた代表資格ルールに基づく。
| No. | Pos. |                | 選手名                     |
| --- | ---- | -------------- | -------------------------- |
| 1   | GK   | パラグアイ     | アントニー・シルバ (主将)  |
| 2   | DF   | ブラジル       | グスタヴォ・フェラレイス   |
| 3   | GK   | メキシコ       | フアン・パブロ・ゴメス     |
| 4   | DF   | メキシコ       | ジョージ・コラル           |
| 5   | MF   | メキシコ       | ディエゴ・デ・ブエン       |
| 6   | MF   | メキシコ       | パブロ・ゴンサレス         |
| 7   | MF   | メキシコ       | ダニエル・アルバレス       |
| 8   | MF   | アメリカ合衆国 | フェルナンド・アルセ       |
| 10  | MF   | アルゼンチン   | フェデリコ・マンクエージョ |
| 11  | MF   | ウルグアイ     | ケビン・ラミレス           |
| 12  | MF   | ウルグアイ     | ファクンド・ワレル         |
| 14  | MF   | チリ           | パブロ・パーラ             |
| 15  | FW   | メキシコ       | ギジェルモ・マルティネス   |
| 16  | MF   | メキシコ       | アルベルト・エレーラ       |

| No. | Pos. |            | 選手名                   |
| --- | ---- | ---------- | ------------------------ |
| 17  | DF   | ウルグアイ | エマヌエル・グラルテ     |
| 18  | MF   | メキシコ   | ルイス・ガルシア         |
| 19  | FW   | メキシコ   | アンヘル・ロブレス       |
| 21  | DF   | ウルグアイ | ガストン・シルバ         |
| 22  | MF   | メキシコ   | カルロス・バルタサール   |
| 23  | MF   | メキシコ   | ダニエル・アギラル       |
| 24  | MF   | メキシコ   | ラウール・カスティージョ |
| 25  | MF   | コロンビア | オマール・フェルナンデス |
| 26  | DF   | メキシコ   | イボ・バスケス           |
| 27  | DF   | ブラジル   | ルーカス・マイア         |
| 28  | FW   | メキシコ   | マルティン・バラガン     |
| 29  | FW   | メキシコ   | エミリアーノ・ガルシア   |
| 30  | GK   | メキシコ   | ヘスス・ロドリゲス       |

### ローン移籍
in
注：選手の国籍表記はFIFAの定めた代表資格ルールに基づく。
| No. | Pos. |          | 選手名                                |
| --- | ---- | -------- | ------------------------------------- |
| 6   | MF   | メキシコ | ハビエル・サラス (クルス・アスル)     |
| 8   | MF   | ガーナ   | クリフォード・アボアジェ (ティフアナ) |
| 11  | MF   | メキシコ | ダニエル・アルバレス (ネカクサ)       |
| 23  | DF   | メキシコ | ダニエル・アギラール (アトラス)       |

| No. | Pos. |          | 選手名                                |
| --- | ---- | -------- | ------------------------------------- |
| 24  | MF   | メキシコ | ラウール・カスティージョ (パチューカ) |
| 25  | DF   | メキシコ | ラモン・フアレス (アメリカ)           |
| 29  | DF   | メキシコ | セバスティアン・メデジン (パチューカ) |

## 歴代所属選手

### GK
- パブロ・ラリオス 1989-1994

### DF
- ムリシ・ラマーリョ 1979-1985
- アンドレス・スコッティ 2000-2001

### MF
- フアン・マヌエル・アセンシ 1980-1982
- フリオ・セサル・ロメロ 1990
- チッタ 1994-1995
- ハフェ・ソト 1999-2000,2002,2003-2004
- マウリシオ・セルナ 2002-2003
- ファン・アランゴ 2003-2004
- ロドリゴ・バタタ 2004
- 佐藤穣 2010-2011

### FW
- エジバウド 1990
- イバン・カビエデス 1999-2000
- アントニオ・デ・ニグリス 2005

## 歴代監督
- イシドロ・ランガラ 1952-1954
- ムリシ・ラマーリョ 1993
- ホセ・マリア・バケーロ 1999
- ホセ・ルイス・サンチェス (2006-2008)
- マリオ・カリージョ (2008)
- ホセ・ルイス・サンチェス (2009-2010)
- エドゥアルド・フェンタネス (2010)
- ホセ・ルイス・トレホ (2010-2011)
- エクトル・ウーゴ・エウギ (2011)
- セルヒオ・ブエノ (2011)
- フアン・カルロス・オソリオ (2012)
- ダニエル・バルトロッタ (2012)
- ダニエル・グスマン (2012)
- カルロス・ポブレテ (2012)
- マヌエル・ラプエンテ (2013)
- ルベン・オマル・ロマノ (2013-2014)
- ホセ・ルイス・サンチェス (2014)
- ホセ・グアダルーペ・クルス (2014-2015)
- パブロ・マリーニ (2015-2016)
- ホセ・カルドーソ (2017)
- ラファエル・ガルシア (2017)
- エンリケ・メサ (2017-2019)
- ホセ・ルイス・サンチェス (2019)
- フアン・レイノソ (2019-2020)
- ニコラス・ラルカモン (2020-2022)
- エドゥアルド・アルセ (2022-2023)
- リカルド・カルバハル (2023-)